# 小行星2694
小行星2694（2694 Pino Torinese）是一颗围绕太阳公转的小行星。1979年8月22日，克拉斯-英格瓦·拉格爾科維斯特在拉西拉天文台发现了此天体。
該小行星以義大利的城市皮諾托里內塞命名。
这颗小行星的绝对星等为343.9845877286114等。